# Jerry Lawler
Jerry O'Neil Lawler (født 29. november 1949), bedre kendt under ringnavnet Jerry "The King" Lawler, er en amerikansk wrestler, wrestlingkommentator og skuespiller. Han arbejder i World Wrestling Entertainment (WWE) på RAW-brandet som kommentator, men han wrestler også med jævne mellemrum i WWE og i wrestlingorganisationen Memphis Wrestling. 
Lawler har vundet 164 titler igennem sin karriere, heriblandt AWA World Heavyweight Championship, som er den eneste VM-titel, han har vundet. Derudover har han også vundet AWA Southern Heavyweight Championship mere end 50 gange. Han blev indsat i WWE Hall of Fame i 2007. Til sammen har han vundet flere titler end nogen anden WWE-wrestler, men han har aldrig vundet en VM-titel i WWE (WWE Championship eller WWE World Heavyweight Championship) eller wrestlet ved WrestleMania, siden han blev ansat i WWE i 1992. Derimod har han fungeret som kommentator adskillige gange ved WrestleMania. 